# Fez (prefectuur)
Fez is een prefectuur, sinds 2015 in de Marokkaanse regio Fès-Meknès, daarvoor in de regio Fez-Boulmane.
Fez telt 977.946 inwoners op een oppervlakte van 54 km².

## Grootste plaatsen
| Plaats             | Inwoners (1994) | Inwoners (2004)' |
| ------------------ | --------------- | ---------------- |
| Fez                | 736.252         | 920.737          |
| Mechouar Fès Jadid | 34.680          | 26.078           |
| Oulad Tayeb        | 13.578          | 19.144           |
| Aïn Bida           | 5.952           | 6.854            |
| Sidi Harazem       | 4.460           | 5.133            |

Ben Slimane · Khouribga · Settat · El Jadida · Safi · Boulmane · Fez · Moulay Yacoub · Sefrou · Kénitra · Sidi Kacem · Casablanca · Médiouna · Mohammedia · Nouaceur · Assa-Zag · Guelmim · Tan-Tan · Tata · Boujdour · Es-Semara · Lâayoune · Al Haouz · Chichaoua · Essaouira · Kelâat Es-Sraghna · Marrakech · Al Ismaïlia · El Hajeb · Errachidia · Ifrane · Khénifra · Meknès · Berkane · Figuig · Jerada · Driouch · Nador · Oujda-Angad · Taourirt · Aousserd · Oued ed Dahab · Khémisset · Rabat · Salé · Skhirat-Témara · Agadir-Ida-Ou-Tanane · Inezgane-Aït Melloul · Chtouka-Aït Baha · Ouarzazate · Taroudant · Tiznit · Zagora · Azilal · Béni-Mellal · Chefchaouen · Fahs-Bni Mkada · Larache · Tanger-Asilah · Tétouan · Al Hoceima · Taounate · Taza